# Gary Moore
Robert William Gary Moore, severnoirski glasbenik, * 4. april 1952, Belfast, Severna Irska, Združeno kraljestvo, † 6. februar 2011, Estepona, Španija.
Prepoznan je predvsem kot rock-blues kitarist in pevec, najbolj je nanj vplival Peter Green iz skupine Fleetwood Mac. V svoji karieri je sicer eksperimentiral z veliko slogi, od bluesa, jazza, countryja in hard rocka do metala.